# 591
Évszázadok: 5. század – 6. század – 7. század
Évtizedek: 540-es évek – 550-es évek – 560-as évek – 570-es évek – 580-as évek – 590-es évek – 600-as évek – 610-es évek – 620-as évek – 630-as évek – 640-es évek
Évek: 586 – 587 – 588 – 589 –  590 – 591 – 592 – 593 – 594 – 595 – 596

## Események

### Bizánci és Szászánida Birodalmak
- Maurokiosz császár 35 ezres sereggel segíti a hozzá menekült II. Huszrau perzsa sahot, hogy visszanyerhesse a trónját. A bizánciak és Huszrau hívei betörnek Örményországba és Mezopotámiába, elfoglalják a perzsa fővárost, Ktésziphónt.
- A blarathoni csatában VI. Bahrám trónkövetelő döntő vereséget szenved és hívei csoportjával a türkökhöz menekül, ahol a kagán tisztelettel fogadja és kinevezi hadvezérének. Röviddel később Huszrau orgyilkosa megöli.
- A hatalmát visszanyerő II. Huszrau fontos kormányzati pozíciókba nevezi ki Visztham és Vindujih nagybátyjait (akik megvakították, majd megölték apját, IV. Hurmuzt és őt trónra segítették). Hamarosan azonban meggondolja magát és le akar számolni apja gyilkosaival. Vindujihot elfogatja és kivégezteti, mire Visztahm fellázad. Felkelése egészen 596-ig tart.
- Miután igen kedvező feltételekkel békét kötött a perzsákkal, Maurikiosz császár nyugatra viszi át seregeit, hogy leszámoljon a Balkánt megszálló szlávokkal.

### Európa
- Agilulfot a longobárdok formálisan is "pajzsukra emelik", királyukká választják.
- Meghal Zotto, Benevento hercege. Utóda unokaöccse, I. Arechis.
- Meghal I. Faroald, Spoleto hercege. Utóda Ariulf.
- I. Garibald halála (vagy elűzése) után II. Childebert frank király I. Tassilót nevezi ki a bajorok hercegévé.
- I. Gregorius pápa megrója Arles és Marseille püspökeit a zsidók erőszakos megkeresztelése miatt.
- Tours-i Szent Gergely befejezi a fő művét, a Historia francorum-ot.

## Születések
- Gundeberga, Arioald longobárd király felesége
- Szent Aredius, apát és kancellár

## Halálozások
- VI. Bahrám perzsa sah (591után)
- I. Garibald bajor herceg
- Zotto beneventói herceg
- I. Faroald, spoletói herceg

## Fordítás
- Ez a szócikk részben vagy egészben  a(z)   591 című angol Wikipédia-szócikk ezen változatának fordításán alapul.  Az eredeti cikk szerkesztőit annak laptörténete sorolja fel. Ez a jelzés csupán a megfogalmazás eredetét és a szerzői jogokat jelzi, nem szolgál a cikkben szereplő információk forrásmegjelöléseként.